# Алаид (остров, Алеутские острова)
Алаид (англ. Alaid Island; алеут. Igingiinax̂, Игиҥинаҳ) — остров в составе Алеутских островов, Аляска, США. Входит в группу островов Семичи, которая в свою очередь входит в группу Ближних островов. Имеет вулканическое происхождение. Является самым западным островом в группе Семичи, к востоку от него расположен остров Низкий, который периодически соединяется с Алаидом песчаной косой. Находится примерно в 25 км к востоку от острова Атту. Составляет около 4,9 км в длину; максимальная высота острова над уровнем моря — 204 м (самая высокая точка всей группы Семичи). На карту нанёс впервые русский гидрограф Михаил Тебеньков.
Имеется метеостанция.